# Grupo quântico
Em matemática e física teórica, o termo grupo quântico denota um dos poucos tipos diferentes de álgebras não comutativas com estrutura adicional. Estes incluem grupos quânticos do tipo Drinfeld-Jimbo (que são álgebras de Hopf quasitriangulares), grupos quânticos de matriz compacta (que são estruturas em álgebras C* separáveis unitais) e grupos quânticos de biprodutos.
O termo "grupo quântico" apareceu pela primeira vez na teoria dos sistemas quânticos integráveis , que foi então formalizada por Vladimir Drinfeld e Michio Jimbo como uma classe particular de álgebra de Hopf. O mesmo termo também é usado para outras álgebras de Hopf que deformam ou estão próximas a grupos de Lie clássicos ou álgebras de Lie, como uma classe de grupos quânticos de "produtos bicruzados" introduzida por Shahn Majid pouco depois do trabalho de Drinfeld e Jimbo.
Na abordagem de Drinfeld, grupos quânticos surgem como álgebras de Hopf dependendo de um parâmetro auxiliar {\displaystyle q} ou {\displaystyle h}, que se tornam álgebras envolventes universais de uma certa álgebra de Lie, frequentemente semissimples ou afins, quando {\displaystyle q=1} ou {\displaystyle h=0}. Intimamente relacionados estão certos objetos duais, também álgebras de Hopf e também chamados de grupos quânticos, deformando a álgebra de funções no grupo algébrico semissimples correspondente ou um grupo de Lie compacto.

## Significado intuitivo
A descoberta de grupos quânticos foi bastante inesperada, pois já se sabia há muito tempo que grupos compactos e álgebras de Lie semissimples são objetos "rígidos", ou seja, não podem ser "deformados". Uma das ideias por trás dos grupos quânticos é que se considerarmos uma estrutura que é em certo sentido equivalente, mas maior, ou seja, uma álgebra de grupo ou uma álgebra envolvente universal, então um grupo ou álgebra envolvente pode ser "deformado", embora a deformação não mais permanecer um grupo ou álgebra envolvente. Mais precisamente, a deformação pode ser realizada dentro da categoria de álgebras de Hopf que não precisam ser comutativas ou cocomutativas. Pode-se pensar no objeto deformado como uma álgebra de funções em um "espaço não comutativo", no espírito da geometria não comutativa de Alain Connes. Essa intuição, no entanto, veio depois que classes particulares de grupos quânticos já haviam provado sua utilidade no estudo da equação quântica de Yang-Baxter e do método de dispersão inversa quântica desenvolvidos pela Escola de Leningrado (Ludvig Faddeev, Leon Takhtajan, Evgeny Sklyanin, Nicolai Reshetikhin e Vladimir Korepin) e trabalhos relacionados pela Escola Japonesa. A intuição por trás do segundo, produto bicruzado, a classe de grupos quânticos era diferente e veio da busca por objetos autoduais como uma abordagem para a gravitação quântica.